# هلموت مایر
هلموت مایر (انگلیسی: Helmut Mayer؛ زادهٔ ۴ مارس ۱۹۶۶) اسکی‌باز آلپاین اهل اتریش است.